# 赫維什切伊河
52°40′32″N 23°37′03″E / 52.67556°N 23.61750°E
赫維什切伊河是波蘭的河流，位於該國東北部波德拉謝省，處於哈伊努夫卡市镇，屬於普拉瓦亞普拉瓦河的右支流，河道全長17公里。